# Ischigualasto
Az  Ischigualasto  egy földrajzi képződmény és természetvédelmi rezervátum Argentína északnyugati részén, San Juan tartományban, közel a chilei határhoz. Az Ischigualasto Tartományi Park északról a Talampaya Nemzeti Parkkal határos. Területe 6037 km², tengerszint feletti magassága 1300 m. Klímája rendkívül száraz, csapadék főleg nyáron van, a hőmérséklet végletes: a minimum −10 °C, a maximum 45 °C. Délután és este déli szél fúj 20–40 km/h sebességgel, de olykor a hegyekből kivételesen erős főn szél érkezik, a viento zonda. Növényzete tipikus sivatagi növényzet: bokrok, kaktuszok, néhány fa. Találó másik neve, a Hold völgye, Valle de la Luna.
Ebben a 25 km hosszú és 10 km széles kősivatagos medencében páratlanul értékes őslénytani leletekre bukkantak. 1930-ban került sor először Ischigualasto paleontológiai leírására. 1941-ben a kutatások eredményeképpen 70 különböző növényfaj megkövült maradványait találták meg, s mellette őshüllők csontjait. Az első nagyszabású expedíciót 1958-ban vezették a területre, és több száz értékes ősmaradványt leltek. A további kutatások nyomán vált Ischigualasto a világ egyik legjelentősebb paleontológiai lelőhelyévé. Egyedülállóságát az a tény adja, hogy a perm időszaktól (250 millió év) a jura időszak kezdetéig (180 millió év) az őshüllők rétegsora hiánytalan, így fejlődésük pontosan nyomon követhető. A leletek ma a Harvard Egyetemen és különböző argentin múzeumokban tekinthetők meg.
Az őshüllők korában a terület még mocsaras volt. A valamikori dús vegetáció tanúja a harasztok és zsurlók maradványai mellett a Protojuniperoxylon ischigualastianus több mint 40 méter hosszú megkövesedett törzse. A felhalmozódott agyagüledékből agyagkőzetek képződtek. A hegyekből érkező folyók ezt a kőzetréteget beborították homokréteggel, amely évmilliók során homokkőzetté alakult. A terület kiemelkedése során a homokkőrétegek megvédték az agyagkőzeteket, és érdekes formációk, oszlopok, gombasziklák jöttek létre. A terület Tekejátéktérnek nevezett részén emberfejnagyságú kőgolyók láthatók, amelyek a homokkőben ásványi kiválás folyamán létrejött konkréciók, csomók.